# Jüdische Gemeinde Hochhausen (Tauberbischofsheim)

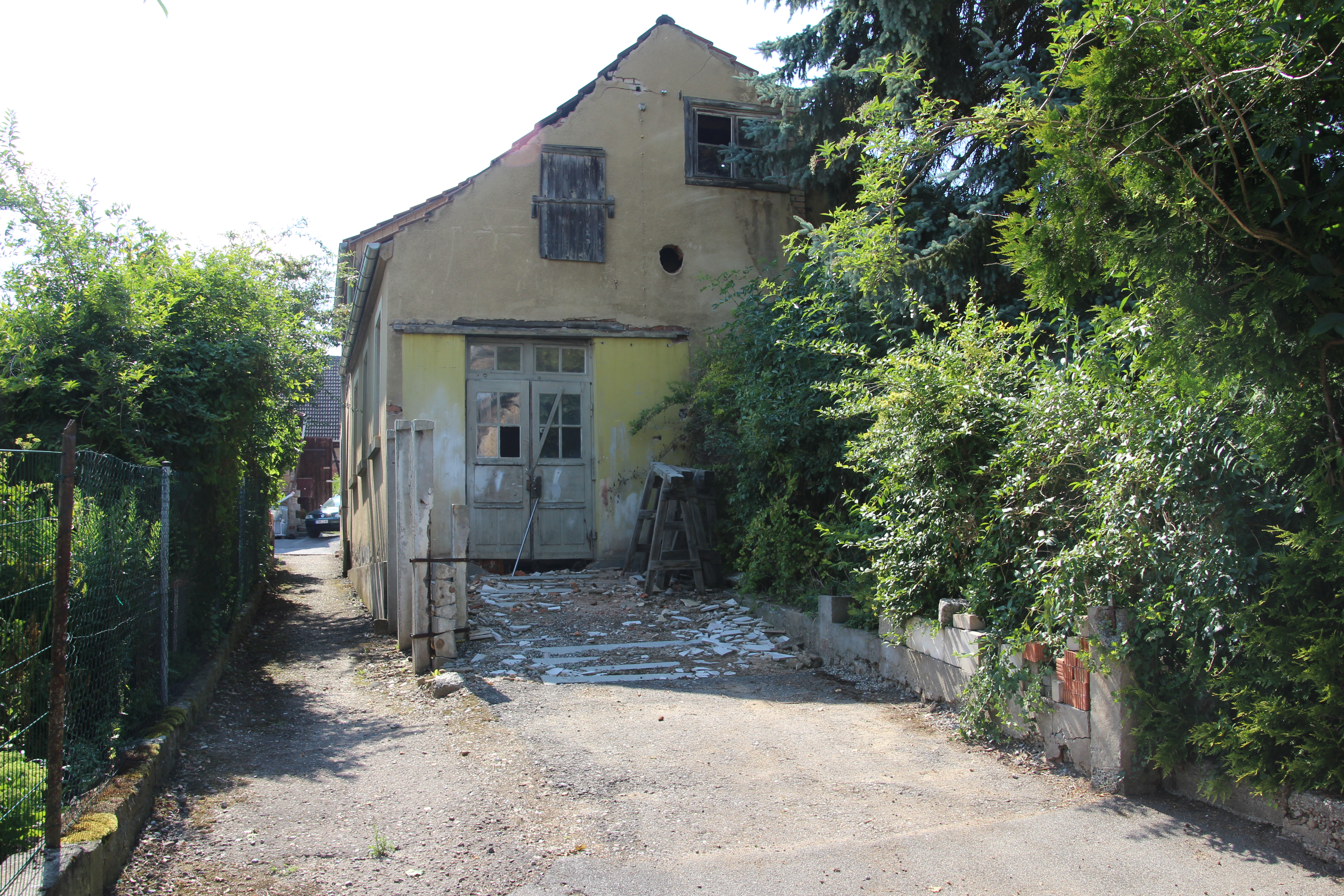
Die ehemalige Synagoge der jüdischen Gemeinde Hochhausen beim Judengässchen (2017), heute
leerstehende Räume einer ehemaligen Schreinerei

Die Jüdische Gemeinde in Hochhausen, einem Stadtteil von Tauberbischofsheim, bestand vom 17. Jahrhundert bis 1913.

## Geschichte

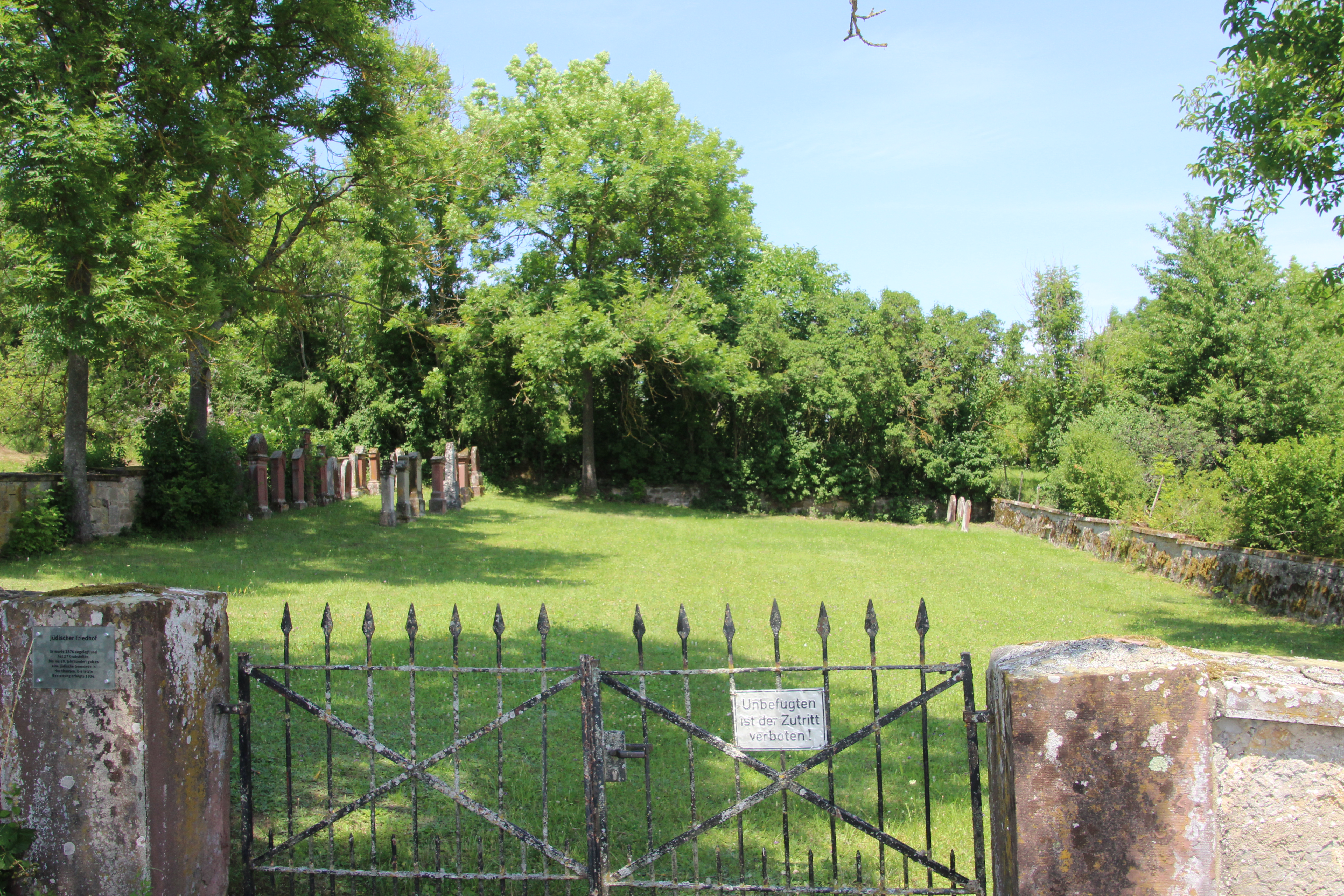
Der jüdische Friedhof in Hochhausen mit 27 Gräbern (2017)

### Historische Entwicklung der jüdischen Gemeinde
Die jüdische Gemeinde Hochhausen ist ab dem 17. Jahrhundert bekannt. 1706 wurden vier Juden aus Hochhausen genannt, die jeweils zehn Gulden Schutzgeld bezahlen mussten.
Die jüdische Gemeinde Hochhausen besaß eine Synagoge, eine jüdische Schule (im nicht mehr bestehenden jüdischen Schulhaus Ecke Judengasse/Schmiedegasse), den jüdischen Friedhof Hochhausen und ein rituelles Bad, welches an das Anwesen Mühlenwörth 7 grenzte. Das vermutlich dort stehende Badehäuschen war etwa 3 m mal 4 m groß und bekam über einen kleinen Kanal vom Mühlkanal das Wasser der Tauber. Das rituelle Bad ging um 1920 in den Besitz der Mühle und wurde wohl seinerzeit zugeschüttet. Ein eigener Religionslehrer war angestellt, der zugleich als Vorbeter und Schochet tätig war. 1827 wurde die jüdische Gemeinde Hochhausen dem Bezirksrabbinat Wertheim zugeteilt, das seinen Sitz von 1850 bis 1864 vorübergehend auch bei der jüdischen Gemeinde Tauberbischofsheim hatte.

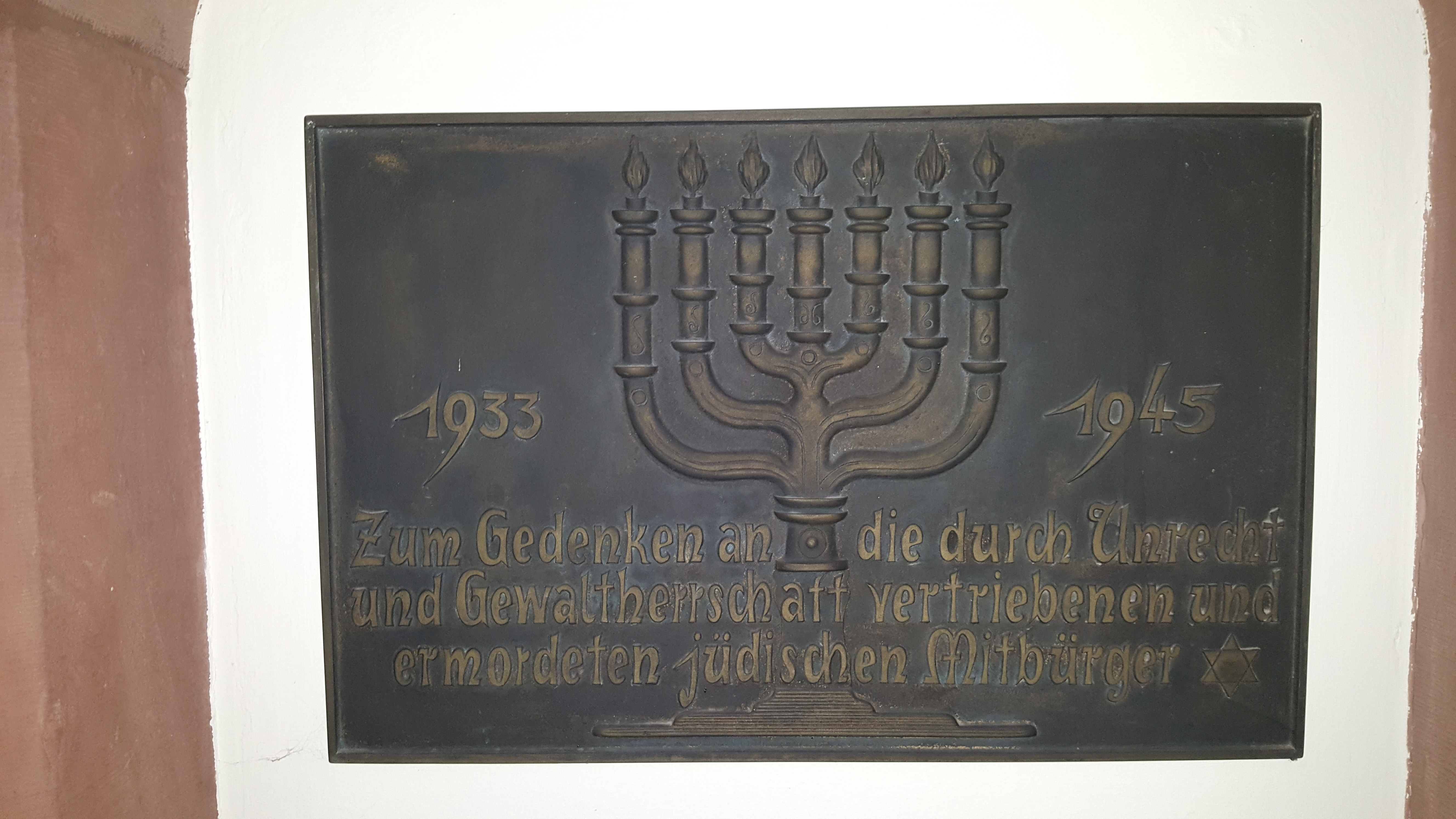
Tafel im Tauberbischofsheimer Rathaus: „Zum Gedenken an die durch Unrecht und Gewaltherrschaft vertriebenen und ermordeten jüdischen Mitbürger“ der Stadt von 1933 bis 1945

Die Zahl der jüdischen Einwohner Hochhausens entwickelte sich im 19. und 20. Jahrhundert wie folgt: 1826 (53 jüdische Einwohner, 6,3 % von insgesamt 840 Einwohnern Hochhausens), 1833 (38), 1838 (52), 1839 (51, 6,2 % von insgesamt 819 Einwohnern, davon 767 Katholiken und 1 Protestant), 1841 (51), 1848 (71, 7,9 % von insgesamt 904), 1864 (72), 1871 (97, 10 % von insgesamt 972), 1875 (103, 10,3 % von insgesamt knapp 1000), 1880 (80), 1885 (73), 1890 (61), 1895 (52, 6,5 % von insgesamt 794), 1900 (noch 33 jüdische Einwohner), 1905 (29), 1910 (23, von insgesamt 660 Einwohnern), 1925 (nur noch drei, von 652). Ende des 19. und Anfang des 20. Jahrhunderts ging die Zahl der jüdischen Einwohner Hochhausens durch Aus- und Abwanderung stark zurück. Nur noch sehr selten konnte die Zehnzahl der zum Gottesdienst nötigen Männer erreicht werden. 1887 wurde die jüdische Gemeinde Impfingen noch als Filiale (Filialgemeinde) der jüdischen Gemeinde Hochhausen zugeordnet; Bereits 1911 wurde jedoch die jüdische Gemeinde Hochhausen selbst als Filiale der jüdischen Gemeinde Wenkheim genannt. Durch Mitteilung der „Allgemeinen Zeitung des Judentums“ vom 29. August 1913 wurden drei jüdische Gemeinden, darunter Hochhausen an der Tauber, Impfingen und eine weitere jüdische Gemeinde im Synagogenbezirk Mosbach, für aufgelöst erklärt. 1933 lebten in Hochhausen noch zwei jüdische Frauen: Frieda Rosenstock betrieb mit ihrer Tochter einen Kolonialwarenladen. Nach dem Tod ihrer Mutter zog die Tochter 1934 nach Frankfurt am Main. Damit endete die Geschichte der jüdischen Gemeinde Hochhausen.

### Opfer des Holocaust
Von den jüdischen Personen, die in Hochhausen geboren wurden oder längere Zeit im Ort wohnten, kamen in der Zeit des Nationalsozialismus die folgenden Personen beim Holocaust nachweislich ums Leben: Paula Daniel geb. Weinstock (1875), Marie Münster geb. Stiefel (1874), Flora Oppenheimer geb. Rosenstock (1887), Lotte Reinstein geb. Stiefel (1866), Julius Rothschild (1908), Salomon Rothschild (1865), David Stiefel (1869), Emil Stiefel (1872), Siegmund Stiefel (1879–1940).

## Jüdische Gebäude und Einrichtungen
Neben der Synagoge, der jüdischen Schule, dem rituellen Bad und dem jüdischen Friedhof sind im Ort die folgenden, ehemaligen jüdischen Gewerbebetriebe und Wohnhäuser bekannt:
- Mühlenwörth 2 (die Metzgerei von Lazarus Weinstock); Das Gebäude der ehemaligen "Judenmetzgerei", welches zugleich das Wohnhaus des jüdischen Metzgers war, befindet sich im heutigen Gebäude am Mühlenwörth 2; Am Türsturz neben den Jahreszahlen und Initialen war ein Rindskopf zu sehen, was zu erkennen gab, dass sich dort einst eine jüdische Metzgerei befand.
- Mühlenwörth 11.
- Neue Gasse 1 sowie die Neue Gasse 3 (Kaufhaus/zuletzt Kolonialwarenladen Frieda Rosenstock; abgebrochen; das Wohnhaus Familie Emanuel Rosenstock war bis um 1920 Neue Gasse 1).
- Rathausstraße 2 (hier war bis 1904 das Anwesen der Firma B. Stiefel; der Firmengründer Benedikt Stiefel starb bereits 1885, danach war Inhaber Marx Stiefel; 1904 wurde das Anwesen von der nichtjüdischen Familie Pfriem gekauft; sie betrieb von 1904 bis 2000 hier das Kaufhaus Pfriem).
- Rathausstraße 4 (wurde neu aufgebaut).
- Rathausstraße 6.
- Rathausstraße 8 (Familie Samuel Rothschild, Viehhändler, genannt "Sam").
- Rathausstraße 11 (das spätere Rathaus, es soll auch ein jüdisches Kaufhaus gewesen sein).
- Schulgasse 13 (heutiges Restaurant "Mühlenstüble" – damals jedoch ein ganz anderes Haus).
- Schulzengasse 1 (der Schausteller Adolf Wolfinger).
- Schulzengasse 3.
- Zum Oberen Tor 2 (hier wohnte u. a. eine Jüdin, es war das Gasthaus "Zum weißen Ross").
- Zum Oberen Tor 4 (Gasthaus "Zum goldenen Engel": hier lebte im vorderen Teil des Hauses der Holzhändler Isaak Stiefel).